# محوطه دیوار سنگچین ۱
محوطه دیوار سنگچین ۱ مربوط به دوره تیموریان - دوره ایلخانی است و در شهرستان اسفراین، بخش مرکزی، دهستان دامنکوه، ۳/۵ کیلومتری شمال غرب روستای چهاربرج واقع شده و این اثر در تاریخ ۲ مرداد ۱۳۸۷ با شمارهٔ ثبت ۲۳۱۰۲ به‌عنوان یکی از آثار ملی ایران به ثبت رسیده است.